# Аллегро с огнём
«Аллегро с огнём» — советский художественный фильм, военная драма о минёрах Черноморского флота, снятый в 1979 году режиссёром Владимиром Стрелковым на Одесской киностудии. Премьера состоялась в феврале 1980 года.

## Сюжет
Июнь 1941 года. С началом войны фашисты, пытаясь заблокировать Черноморский флот, начали забрасывать акваторию портов глубинными  минами, которые не поддаются тралению. Деятельность флота блокирована.
Для обезвреживания мин командование создаёт специальную группу. Первая мина, которую решают обезвредить, взрывается при подъёме и уничтожает понтон. Выяснив, что причина детонации мины — наличие у неё гидростата, — у следующей этот прибор отключают на дне. На берегу мину решает обезвредить лично командир группы. Осторожно разбирая её, Иванков громко сообщает о каждом своем действии. В последний момент он замечает срабатывающее механическое реле — и мина взрывается… 
Лейтенант Ухов настойчиво предлагает бомбить фарватер глубинными бомбами, чтобы вызвать детонацию мин. Обратив внимание на то, что мины не реагируют на одиночную бомбу, было решено проводить бомбардировку парой бомб. Флот начинает разминирование фарватера глубинными бомбами. 
Однако ночью приходит известие о подрыве на протраленном фарватере плавкрана. Командование решает поднимать третью мину. К ней идёт оставшийся за старшего Борис Рашевский и находит ловушку, а в главном приборе мины обращает внимание на непонятный узел. Командующему Рашевский докладывает, что мина — магнитная, и для разминирования фарватера достаточно протянуть по нему баржу с металлоломом.  Однако пробное траление успеха не дало — мины взрывались по какой-то неизвестной причине. Оказалось, что снятый с мины  прибор был прибором кратности: мина должна взрываться не под первым же кораблем, который к ней приблизится, а под каким-то из следующих, хоть вторым, хоть десятым. Это подтвердил командующий, сообщив группе, что ночью на мине подорвался эсминец.
Рашевский  вместе с Твердохлибом  направляются к мине. Заметив в теле мины гидрофон, они ничего не успевают предпринять — и снова взрыв, унесший уже две жизни. Из специалистов группы в живых остался молодой неопытный аспирант Макарин. Его всего за трое с половиной суток обучил водолазному делу мичман Чалый (Фёдор Валиков).  Макарин сам поднимает мину, но определить, на какой звук реагирует её датчик, пока не может. Лейтенант Ухов, чтобы проверить одно из предположений Макарина, проходит над миной на полном ходу, потом  — на среднем, и мина взрывается, потопив катер. Уцелевший матрос катера перед смертью успевает сообщить, что мины взрываются на среднем ходу.  Проанализировав информацию, Макарин берёт патефон, пластинку с записью «Allegro con brio» из Пятой симфонии Бетховена и идёт к мине. В бетховенском «Аллегро с огнем» есть фрагмент, который, по его мнению, совпадает по спектру с шумом судна на среднем ходу. Поставив включенный патефон у датчика мины,  он пытается убежать в укрытие, но иголка несколько раз соскакивает с поцарапанной пластинки. Тогда Макарин ставит звукосниматель на середину пластинки, но отбежать от мины он уже не успевает — снова происходит взрыв. На этот раз мина взорвалась не автоматически! Чудом выживший при взрыве, оглушенный, с обгорелым лицом, Макарин радуется тому, что нашёл решение.

## В ролях
| Актёр              | Роль |
| ------------------ | --- |
| Владимир Заманский | военный инженер 2-го ранга Михаил Иванович Иванков командир особой группы                                                          |
| Виктор Михайлов    | лейтенант Юлий Сергеевич Макарин аспирант ЛФТИ, специалист по электромагнитным и физическим полям (озвучивает Алексей Золотницкий) |
| Валентин Голубенко | лейтенант Степан Твердохлиб опытный водолаз                                                                                        |
| Наум Кавуновский   | шкипер |
| Сергей Лосев       | старший лейтенант Борис Семёнович Рашевский минёр                                                                                  |
| Жорж Новицкий      | лейтенант Виктор Иванович Ухов командир сторожевого катера                                                                         |
| Сергей Полежаев    | вице-адмирал Ф. С. Октябрьский командующий                                                                                         |
| Людмила Ярошенко   | краснофлотец Лена связной особой группы                                                                                            |
| Юрий Богданов      | краснофлотец Павел Лукьяненко |
| Фёдор Валиков      | мичман Чалый инструктор-водолаз |
| Василий Векшин     | заместитель командующего |
| Виктор Павловский  | контр-адмирал В. Г. Фадеев командир ОВРа главной базы                                                                              |

## Съёмочная группа
- Режиссёр: Владимир Стрелков
- Автор сценария: Александр Молдавский
- Оператор: Георгий Козельков
- Художник: Щербина, Галина Михайловна
- Композитор: Эдуард Хагагортян

Съёмки проводились в Севастополе, на пляже посёлка Любимовка. Прототипами главного героя послужили советские офицеры-минёры Г. Н. Охрименко и А. Б. Гейро.